# Тошек
Тошек (пољ. Toszek) је град у Пољској у Војводству Шлеском у Повјату gliwicki. Према попису становништва из 2011. у граду је живело 3.688 становника.

## Становништво
Према прелиминарним подацима са пописа, у граду је 2011. живело 3.688 становника.
| 2002. | 2011. | 2012. |
| ----- | ----- | ----- |
| 4.295 | 3.688 | 3.695 |